# Omaima Nelson
Omaima Aree Nelson é uma modelo egípcia e ama que foi condenada pelo homicídio do seu marido, Bill Nelson. Está em prisão perpétua na Prisão de Mulheres do Centro da Califórnia em Chowchilla, Califórnia. O seu caso foi tema de capas de jornais devido a alegações de sexo bondage, decapitação, castração e canibalismo.

## Casamento e assassinato
Omaima Aree Nelson nasceu e foi criada no Egipto, e imigrou para os Estados Unidos em 1986. Conheceu o seu marido William E. (Bill) Nelson, um piloto de 56 anos, em Outubro de 1991, quando tinha 23 anos. Passados dias do encontro, o casal casou, mas Omaima disse mais tarde que durante o mês da união, sofreu abusos sexuais do seu marido.
No dia de Acção de Graças em 1991, Omaima disse que Bill tinha abusado sexualmente dela no apartamento em Costa Mesa, Califórnia. Depois disso, Omaima esfaqueou Bill com tesouras, depois bateu-lhe com um cabide. Depois de finalmente o matar, começou a desmembrar o seu corpo, e alegadamente cozinhou a sua cabeça e ferveu as suas mãos para remover as impressões digitais. Depois misturou as partes do seu corpo com os restos do peru da Acção de Graças e livrou-se dele num caixote do lixo. Os vizinhos dizem ter ouvido a unidade de lixo a trabalhar durante horas depois do tempo em que Bill foi morto. Está reportado que ela o castrou como vingança pelos seus alegados ataques sexuais. Ela disse ao seu psiquiatra que cozinhou as costelas do marido em molho de barbecue e comeu-as, mas mais tarde negou.

## Julgamento e consequências
Omaima foi presa sob a suspeita de homicídio em 2 de Dezembro de 1991, e o seu julgamento começou quase um ano depois em 1 de Dezembro de 1992. Durante o julgamento foi revelado que enquanto criança a viver no Cairo, Omaima tinha sido circuncidada e o sexo era traumático e doloroso para ela, apenas aumentado pelos ataques que ela alegadamente sofria durante o seu casamento. Foi condenada por homicídio em segundo grau a 12 de Janeiro de 1993. Foi sentenciada a 27 anos de prisão a prisão perpétua.
Omaima primeiro tornou-se elegível para liberdade condicional em 2006, mas foi negada quando "os comissionários a consideraram imprevisível e uma séria ameaça para a segurança pública". Tornou-se elegível novamente em 2011, mas foi negada pelo quadro novamente, dizendo que ela não se responsabilizou pelo crime, e não seria uma cidadã produtiva se fosse libertada. Não poderá pedir liberdade condicional novamente até 2026.
Omaima Nelson foi comparar ao assassino em série e canibal de ficção Hannibal Lecter, de O Silêncio dos Inocentes. O seu caso foi noticiado nos programas da Investigação Discovery Happily Never After e Deadly Women e Model Killers, assim como num episódio de Snapped.